# Air Macau

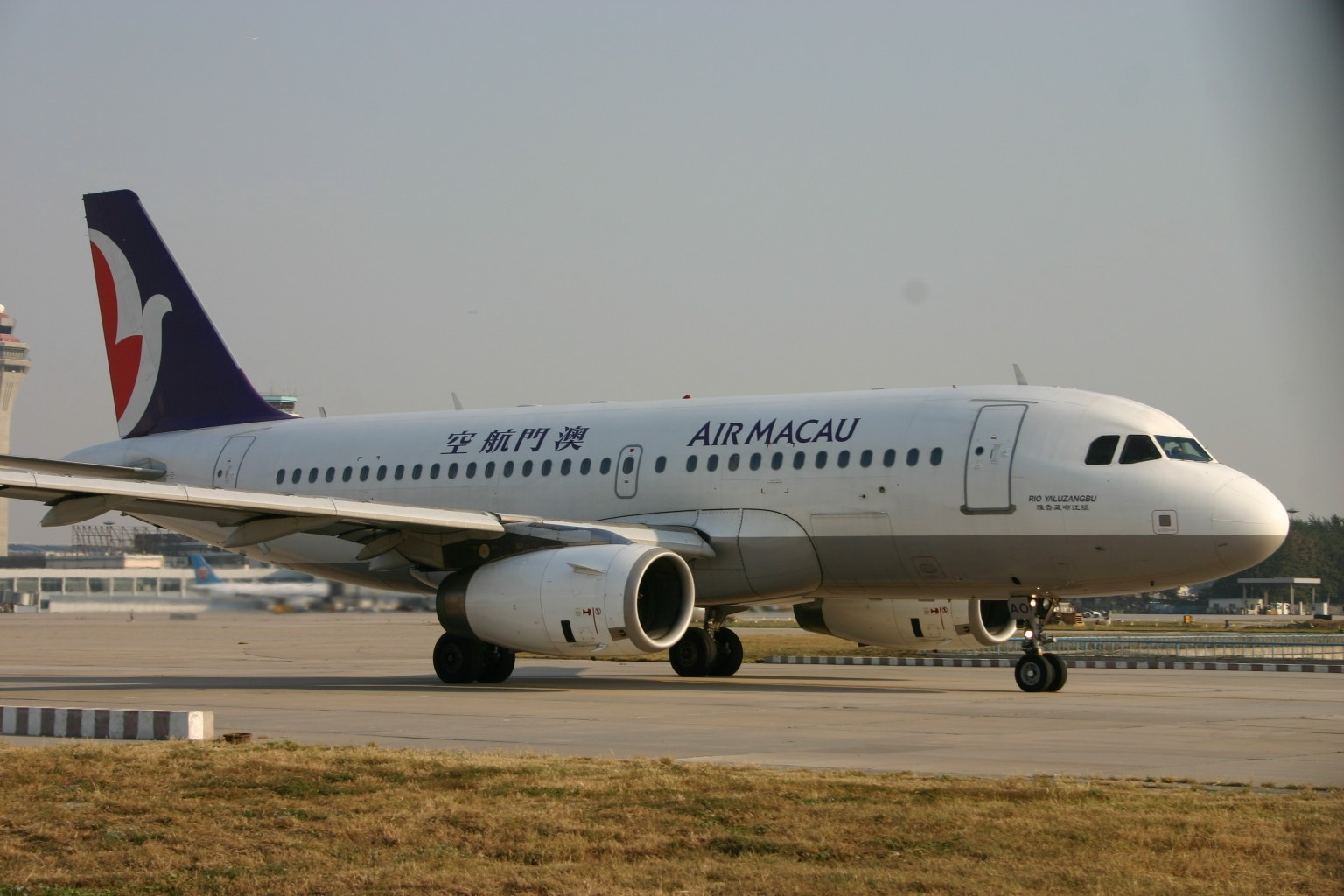
Airbus A319 der Air Macau

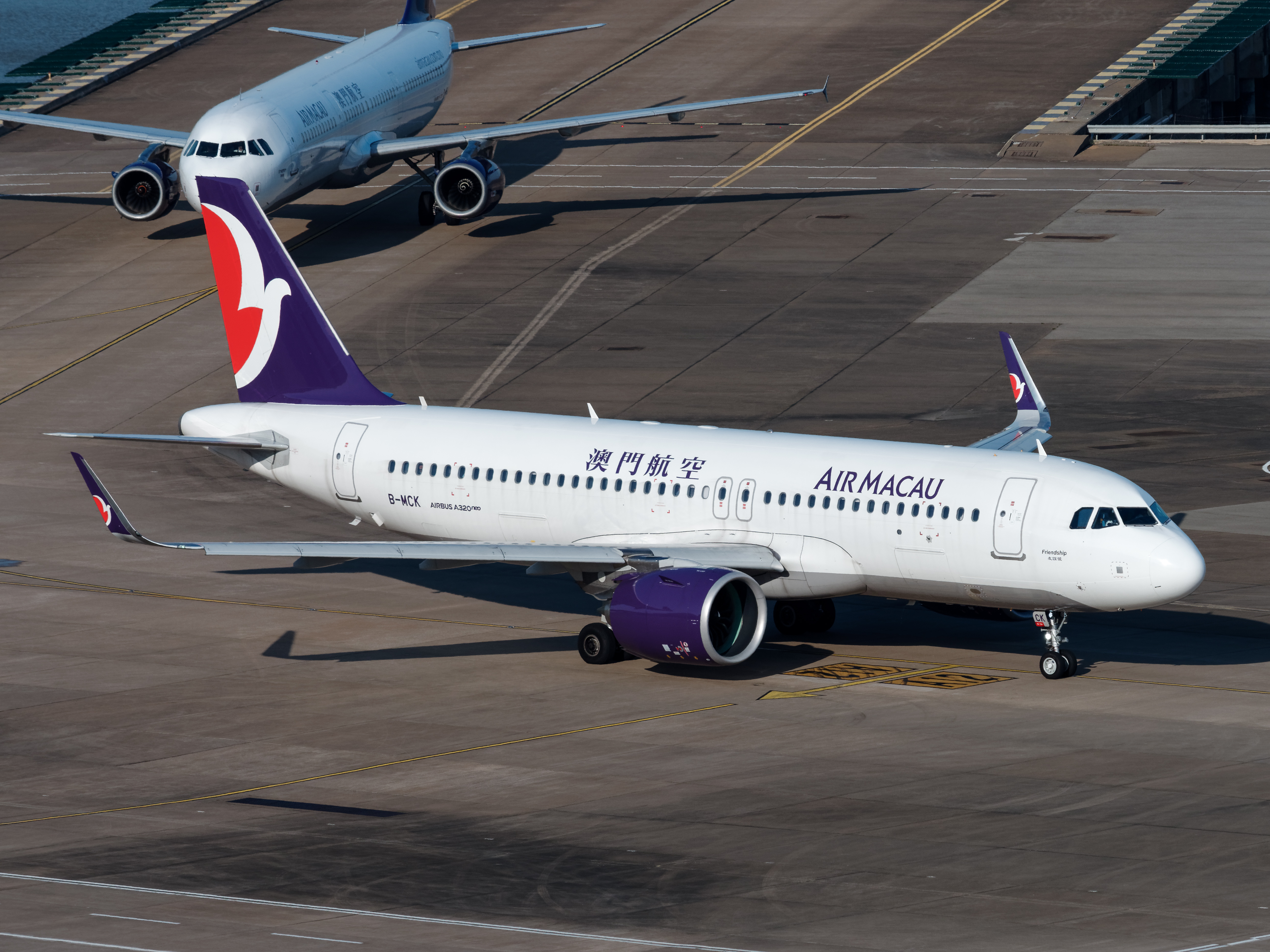
Airbus A320neo der Air Macau

Air Macau (chinesisch 澳門航空, Pinyin Àomén Hángkōng) ist eine Fluggesellschaft mit Sitz in der chinesischen Sonderverwaltungszone Macau und Basis auf dem Flughafen Macau.

## Geschichte
Air Macau wurde am 13. September 1994 gegründet und hob am 9. November 1995 mit einem Flug von Macau nach Peking und Shanghai ab. 2013 beschäftigte die Airline 1.163 Mitarbeiter. Air Macau ist im Besitz von CNAC (80,8 %), dem lokalen Tourismusunternehmen STDM (14 %), TAP Portugal (0,1 %) und weiteren Anteilseignern (5,1 %). Die Anteile der TAP, die ursprünglich bei 25 % lagen, sowie der EVA Air, die zwischenzeitlich 5 % betrugen, wurden 2009 im Rahmen von Umstrukturierungsmaßnahmen beinahe vollständig von der CNAC übernommen.

## Flugziele
Air Macau bedient seit 2019 mehr als 30 Ziele, davon 20 in Festlandchina, die restlichen in Taiwan und Südostasien. Im Jahr 1999 erzielte Air Macau mit der Beförderung von 1,1 Millionen Passagieren über die Formosastraße ca. 80 % seines Umsatzes.

### Allianz-Partner
Air Macau hat Codeshare-Abkommen mit folgenden Gesellschaften:
- Air China
- All Nippon Airways
- Asiana Airlines
- Philippine Airlines
- Shenzhen Airlines
- Thai Airways

## Flotte

### Aktuelle Flotte
Mit Stand Juli 2022 besteht die Flotte der Air Macau aus 22 Flugzeugen mit einem Durchschnittsalter von 6,2 Jahren:
| Flugzeugtyp     | Anzahl | bestellt | Anmerkungen  | Durchschnittsalter(Dezember 2021) |
| --------------- | ------ | -------- | ------------ | --------------------------------- |
| Airbus A320-200 | 06     |          | zwei inaktiv | 9,2 Jahre                         |
| Airbus A320neo  | 04     |          | zwei inaktiv | 3,2 Jahre                         |
| Airbus A321-200 | 08     |          | zwei inaktiv | 7,6 Jahre                         |
| Airbus A321neo  | 04     |          |              | 1,7 Jahre                         |
| Gesamt          | 22     |          |              | 6,2 Jahre                         |

### Aktuelle Sonderbemalungen
| Bemalung                            | Flugzeugtyp     | Luftfahrzeugkennzeichen | Zeitraum           | Bild |
| ----------------------------------- | --------------- | ----------------------- | ------------------ | ---- |
| The historic centre of Macao        | Airbus A320-200 | B-MCI                   | seit Januar 2019   |      |
| Macao - Creative City of Gastronomy | Airbus A321-200 | B-MBB                   | seit Juli 2019     |      |
| Macau Welcomes You                  | Airbus A321-200 | B-MBM                   | seit Oktober 2014  |      |
| Macau Welcomes You                  | Airbus A321neo  | B-MBQ                   | seit Dezember 2019 |      |

### Ehemalige Flugzeugtypen
Zuvor betrieb Air Macau unter anderem auch folgende Flugzeugtypen:
- Airbus A300-600/B4
- Airbus A319-100
- Airbus A321-100
- Boeing 757-200